# Distretto di Olá
Il distretto di Olá è un distretto di Panama nella provincia di Coclé con 5.875 abitanti al censimento 2010.

## Geografia antropica

### Suddivisioni amministrative
Il distretto è suddiviso in cinque  comuni (corregimientos):
- Olá
- El Copé
- El Palmar
- El Picacho
- La Pava